# Schwarzlofer
Die Schwarzlofer, auch abschnittsweise Schwarzlofergraben und auch Lofer oder Loferbach genannt, ist ein Wildbach auf dem Gebiet der Gemeinden Waidring im Tiroler Bezirk Kitzbühel, Reit im Winkl im bayerischen Landkreis Traunstein und Kössen wieder im Bezirk Kitzbühel.

## Geographie

### Lauf
Die Schwarzlofer entspringt auf der Schwarzloferalm von Waidring (⊙) in der Nähe des Skigebietes Steinplatte und überschreitet auf anfänglichem Nordlauf bald die Gemeindegrenze zu Reit im Winkl im bayerischen Landkreis Traunstein. Dort knickt sie bald auf langen Westnordwestlauf ab und passiert nacheinander die Orte Seegatterl und Groissenbach. Ab dem Zufluss der Weißlofer dort wird die Schwarzlofer auch nur noch als Lofer bezeichnet (⊙). Sie wechselt auf in der Folge westlichem bis südwestlichem Lauf die Staatsgrenze zurück nun in die Gemeinde Kössen des Bezirks Kitzbühel, ab hier Loferbach genannt (⊙), passiert darin die Orte Kaltenbach und Lofer und mündet bei Hütte auf dem Kössener Gebiet von rechts in die Großache.

### Zuflüsse
Vom Ursprung zur Mündung, Auswahl.
Der Oberlauf Schwarzlofergraben zieht zunächst etwa nordwärts und übertritt dabei zwischen Scheibenberg links und Eibenstock rechts bald die bayerische Grenze zur Gemeinde Reit im Winkl im Landkreis Traunstein.
- (Bach von der Winkelmoos-Roßalm), von rechts.
An diesem Zufluss knickt der Lauf nach Westnordwesten ab.
- Talbach, von links und Süden
- Klausbach, von links und Südwesten auf 798 m ü. NHN unter der Knogleralm
- Pfaffengraben, von links und Südwesten wenig nach Seegatterl
- Dürrnbach, von rechts und Ostnordosten gleich nach dem vorigen
- Augraben, von rechts und Ostnordosten am ersten Hof vor Groissenbach
- Weißlofer. von rechts und Nordosten am Waldbahnhof in Groissenbach
- Großer Steinbach, von rechts und Südsüdosten am Siedlungsteil Steinbach von Groissenbach
Ab hier läuft der Bach westlich bis südwestlich.
- Dosbach, von rechts und Nordosten nach Groissenbach
- Klausenbach, von links und Südsüdosten
- Hausbach, von rechts und Nordosten aus Unterbichl
Wenig nach dem Steg am gleich folgenden Klärwerk wechselt der Bach über die Staatsgrenze in die Gemeinde Kössen zurück im Bezirk Kitzbühel-
- Dreigschwendlbach, von links und Südosten vor Kaltenbach

## Landschaft
Die Schwarzlofer ist die Grenze zwischen Steinplattenmassiv, Fellhornstock und Hochgerngruppe der Chiemgauer Alpen.